# 우스티주

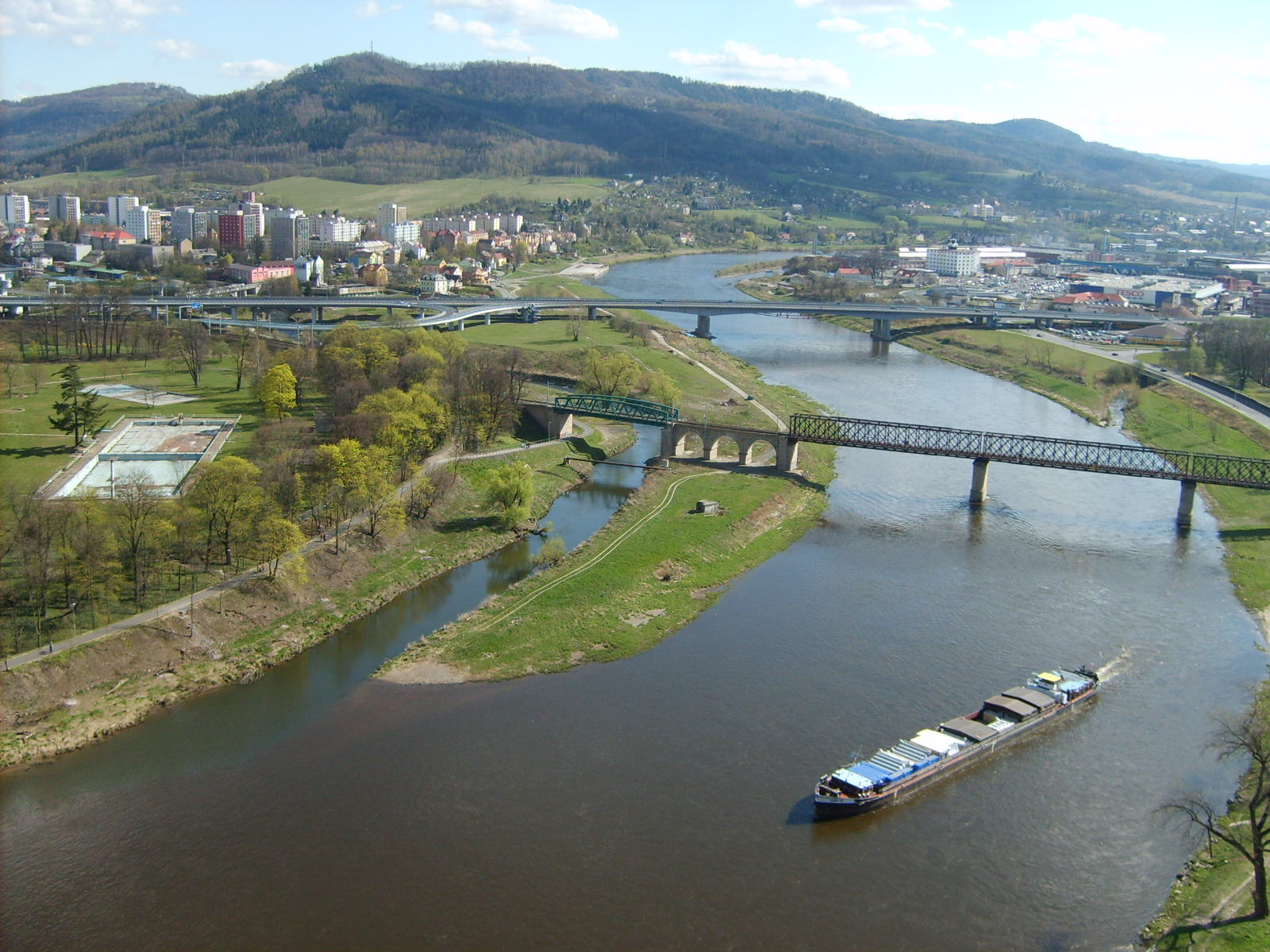
데친 주위를 흐르고 있는 엘베강

우스티 주의 위치

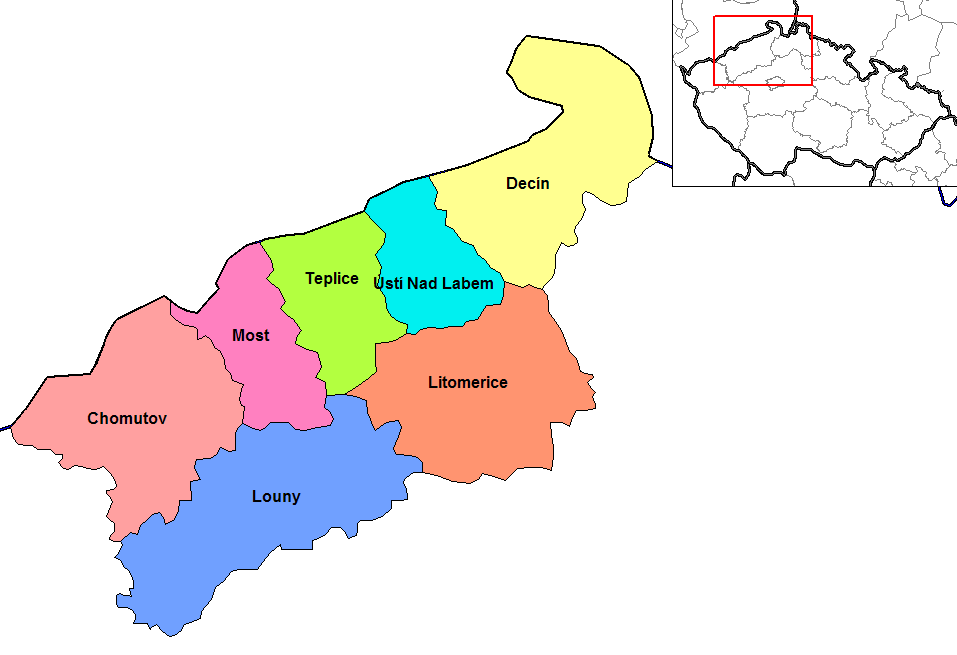
우스티 주가 관할하는 구

우스티주(체코어: Ústecký kraj 우스테츠키 크라이[*])는 체코 보헤미아 지방 북서부에 위치한 주로, 주도는 우스티나트라벰이며 면적은 5,335km2, 인구는 852,554명(2011년 3월 기준), 인구 밀도는 160명/km2이다. 7개 구(호무토프구, 데친구, 리토메르지체구, 로우니구, 모스트구, 테플리체구, 우스티나트라벰구)를 관할한다.
동쪽으로는 리베레츠 주, 남동쪽으로는 중앙보헤미아 주, 남쪽으로는 플젠 주, 남서쪽으로는 카를로비바리 주와 접하며 북서쪽으로는 독일과 국경을 접한다.

주기
주 문장